# Rhodope (province romaine)
Pour les articles homonymes, voir Rhodope.

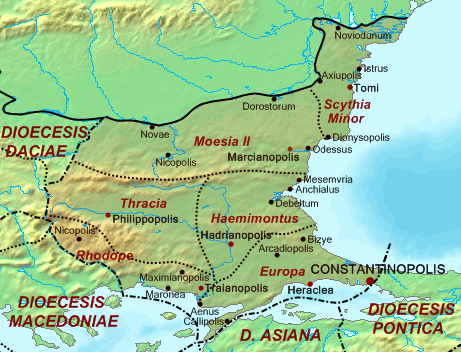
La province de Rhodope sur la carte du diocèse de Thrace, vers 400

Rhodope (en grec Ῥοδόπη, Ἐπαρχία Ῥοδόπης, en latin Rhodopa) était une province du Bas-Empire romain puis de l’Empire byzantin (vers 293 – 640).
Fondée lors de la réorganisation de Dioclétien, elle était située sur les rivages septentrionaux de la mer Égée et dans le massif des Rhodopes. Elle fit partie du diocèse de Thrace, recouvrant des parties de la Thrace occidentale (aujourd’hui grecque) et de la Bulgarie du sud-ouest. La province était gouvernée par un Praeses, depuis sa capitale Trajanopolis. Selon le Synekdèmos d'Hiéroclès (VIe siècle), les grandes villes suivantes faisaient partie de la province : Maronée, Maximianopolis, Nicopolis ad Nestum, Kereopirgos et Topeiros.
La province exista jusqu’au VIIe siècle (invasions slaves) et continua à exister comme province ecclésiastique au moins jusqu’au XIIe siècle. Le thème de Boléron, créé au XIe siècle, correspondait à la majeure partie de son territoire.
Villes : Trajanopolis (Traïanoúpoli), Maronéia (Marónia (Rhodope)), Mosynopolis (Maximianopolis (Komotiní), Nicopolis ad Nestum (Garmen), Kereopirgos, Topeiros...